# 纵肋扁甲
纵肋扁甲（学名：Cucujus costatus）是昆虫纲鞘翅目扁甲科扁甲属的一种甲虫。2019年于中国广东省被发现。这种甲虫每片鞘翅具有3条显著的纵向脊；复眼明显凸出。